# Acción de gracias después de la comunión
La Acción de gracias después de la comunión es una práctica espiritual entre los cristianos que creen en la presencia real de Jesucristo en el Pan eucarístico, manteniéndose en oración durante algún tiempo para dar gracias a Dios y sobre todo escuchando en su corazón la guía de su divino invitado. Esta práctica fue y es muy recomendada por santos, teólogos y doctores de la Iglesia.

## Fundamento de la práctica

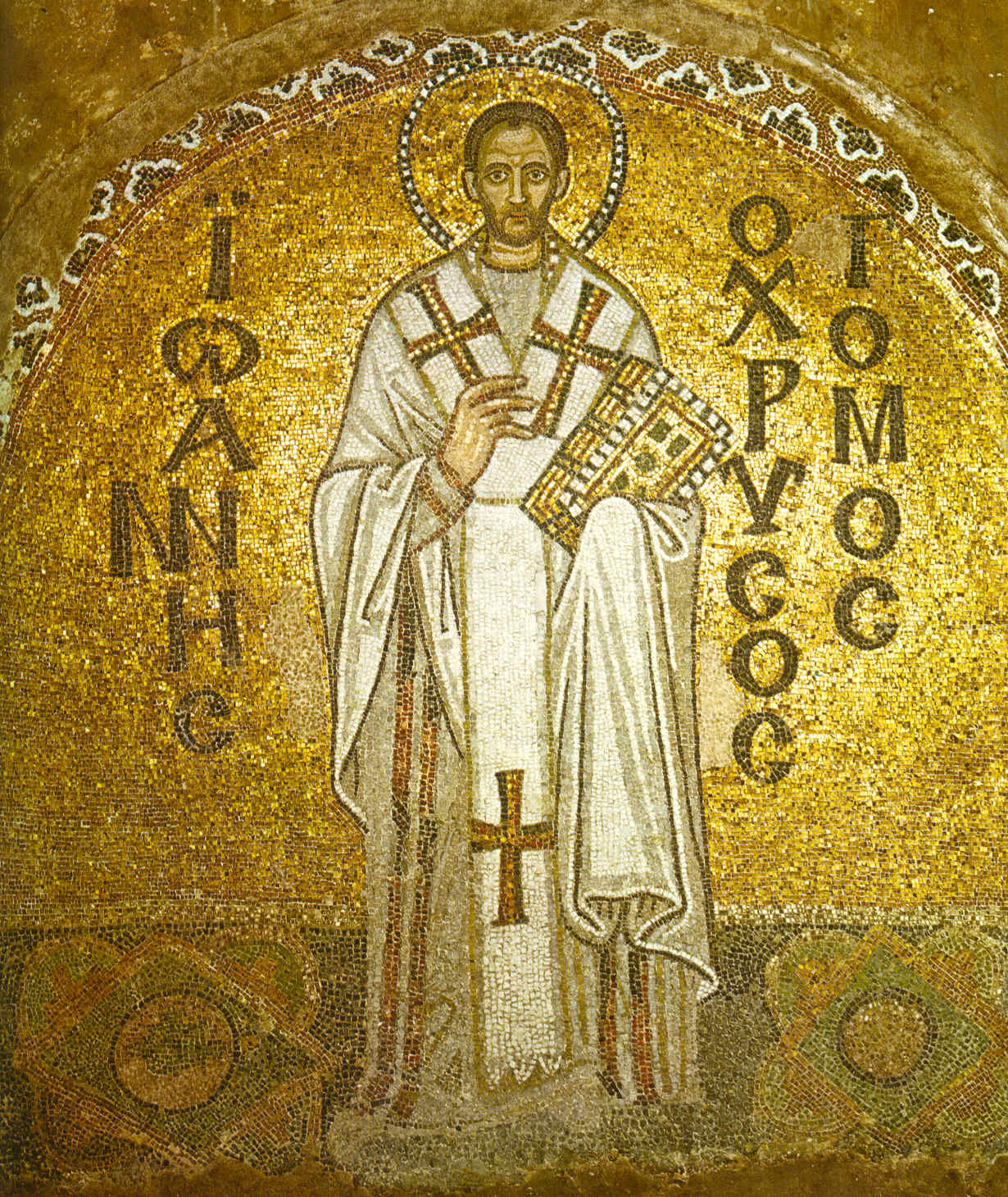
San Juan Crisóstomo: Cuando hemos recibido el precioso Cuerpo de Jesucristo, debemos tener cuidado de no perder su sabor celestial volviéndonos demasiado pronto a las preocupaciones y negocios del mundo.

En  Juan 6:51, se cita a Jesús diciendo: Yo soy el pan vivo que bajó del cielo; el que coma este pan vivirá para siempre; y el pan que yo daré es mi carne para la vida del mundo. Según la doctrina católica, el pan se transubstancia en el "Cuerpo y Sangre, Alma y Divinidad de Jesucristo". Lo mismo ocurre con el vino, que según la doctrina católica es también "el Cuerpo, la Sangre, el Alma y la Divinidad de Jesucristo".
El papa Juan Pablo II en Inaestimabile Donum (Instrucción sobre el culto al misterio eucarístico) destacó la importancia de la adoración y la oración después de la Sagrada Comunión. "Se recomienda a los fieles que no omitan hacer una adecuada acción de gracias después de la Comunión. Pueden hacerlo durante la celebración con un tiempo de silencio, con un himno, salmo u otro canto de alabanza, o también después de la celebración, si es posible quedándose a rezar durante un tiempo adecuado."

La reverencia es aquella virtud que inclina a la persona a mostrar honor y respeto a Dios. Según Francis Cardenal Arinze, prefecto de la Congregación para el Culto Divino y la Disciplina de los Sacramentos, 
La acción de gracias después de la misa ha sido tradicionalmente muy estimada en la Iglesia tanto por el sacerdote como por los fieles laicos. El misal y el breviario sugieren incluso oraciones para el sacerdote antes y después de la celebración eucarística. No hay razón para creer que esto ya no sea necesario. De hecho, en nuestro ruidoso mundo de hoy, esos momentos de oración reflexiva y amorosa parecen más indicados que antes.
El papa Benedicto XVI en Sacramentum Caritatis se refirió al "precioso tiempo de acción de gracias después de la comunión", exhortando a todos a preservar la importancia de la Comunión como un encuentro personal con el Señor Jesús en el sacramento. Recomendó que durante este tiempo también puede ser muy útil permanecer recogido en silencio.

El padre Michael Muller,  CSSR, explicó el fundamento de esta manera: 
Cuando la Santísima Virgen María visitó a Santa Isabel, la anciana Santa se asombró de la condescendencia de la gloriosa Madre de Dios, y dijo: "¿De dónde me viene esto, que la Madre de mi Dios venga a mí?". Ahora, en la Santa Comunión, es el mismo Señor quien viene a nosotros. Permanecer indiferente después de haber recibido la Sagrada Eucaristía es mostrar, o bien una falta total de fe, o bien una ligereza y una estupidez indignas de un ser razonable. ...¡Qué espectáculo para los ángeles, ver a una criatura acercarse a esa Sagrada Hostia ante la que se inclinan en la más baja adoración... salir de la iglesia con tanta despreocupación como si sólo hubiera participado del pan ordinario!

## Práctica de los santos
Santo Tomás de Aquino (+1274) compuso una Oración de acción de gracias para después de la comunión que se convirtió en un clásico:

Gracias te doy, Señor Dios Padre todopoderoso, por todos los beneficios y señaladamente porque has querido admitirme a la participación del sacratísimo Cuerpo y Sangre de tu Unigénito Hijo.
Suplícote, Padre clementísimo, que esta sagrada Comunión no sea para mi alma lazo ni ocasión de castigo, sino intercesión saludable para el perdón; sea armadura de mi fe, escudo de mi buena voluntad ,muerte de todos mis vicios, exterminio de todos mis carnales apetitos y aumento de caridad, paciencia y verdadera humildad y de todas las virtudes; sea perfecto sosiego de mi cuerpo y de mi espíritu, firme defensa contra todos mis enemigos visibles e invisibles, perpetua unión contigo sólo, mi verdadero Dios y Señor, y sello feliz de mi dichosa muerte.
Y te ruego que tengas por bien llevarme a mí pecador, a aquel convite inefable, donde Tú con tu Hijo y el Espíritu Santo, eres para tus santos luz verdadera, satisfacción cumplida y gozo perdurable, dicha completa, y felicidad perfecta. Por el mismo Cristo nuestro Señor. Amén.

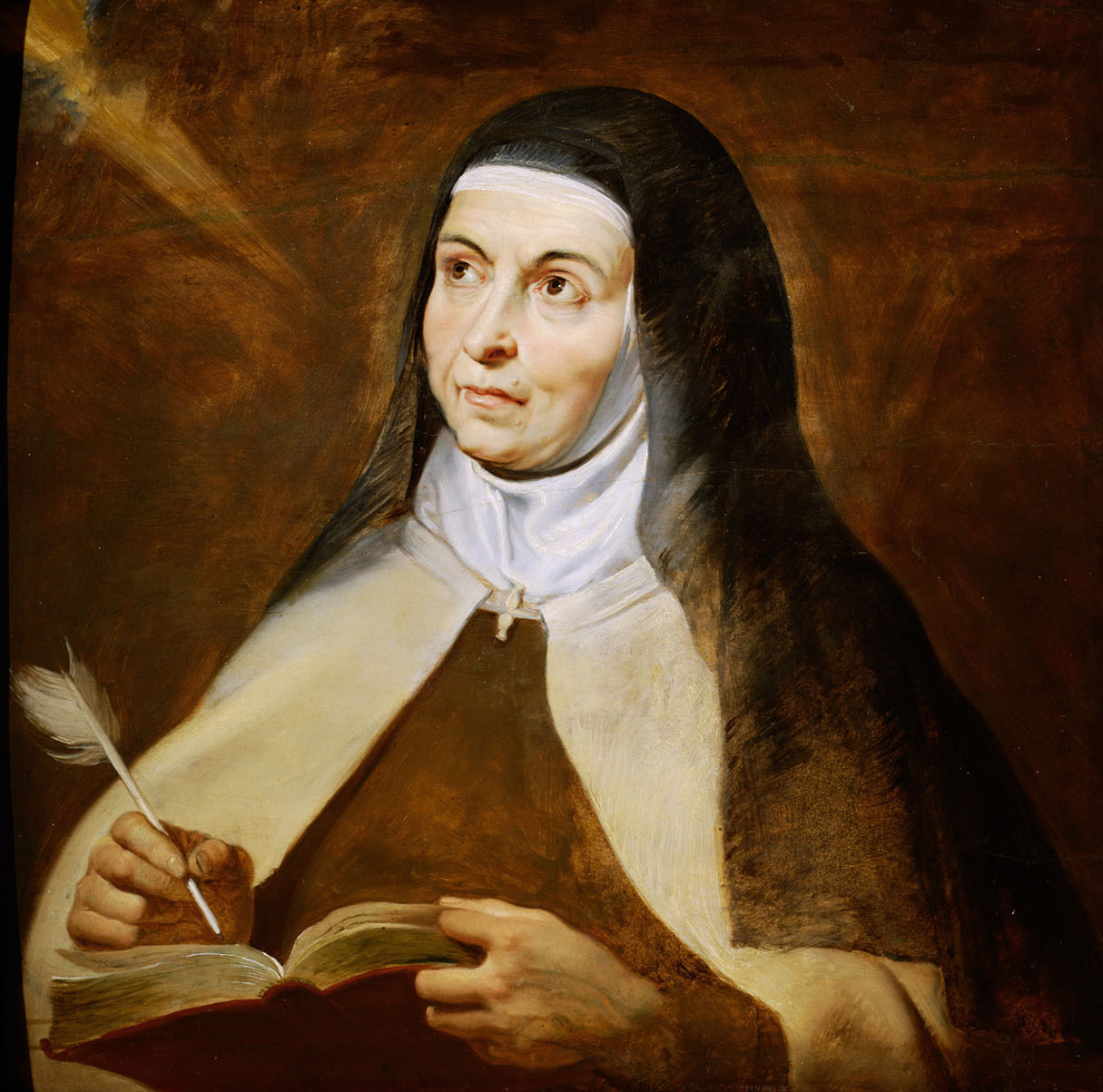
Teresa de Ávila

Después de recibir la Comunión, muchos de los santos dedicaban un tiempo prolongado a la acción de gracias. Santa María Magdalena de Pazzi escribió: Los minutos que siguen a la Comunión son los más preciosos que tenemos en nuestra vida Santa Teresa de Ávila instó a sus hijas a no salir corriendo después de la misa, sino a atesorar la oportunidad de dar gracias: Detengámonos amorosamente con Jesús, decía, y no desperdiciemos la hora que sigue a la Comunión.  San Luis de Montfort escribió: No renunciaría a esta hora de acción de gracias ni siquiera por una hora de Paraíso.
 San Felipe Neri envió una vez a dos acólitos con velas para acompañar a un miembro de su congregación que había salido de la iglesia sin adoración después de la misa. El hombre volvió a la iglesia para averiguar el propósito de San Felipe. El Santo respondió: Tenemos que rendir el debido respeto a Nuestro Señor, a quien te llevas. Como te descuidas en adorarle, he enviado a dos acólitos para que ocupen tu lugar".

## Tiempo de duración
Según el Catecismo de Baltimore, los católicos deben pasar suficiente tiempo en acción de gracias después de la Santa Comunión para mostrar la debida reverencia al Santísimo Sacramento; porque Nuestro Señor está personalmente con nosotros mientras la apariencia del pan y del vino permanezca[cita requerida]

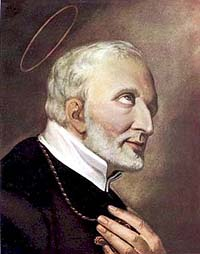
Alphonsus Liguori

A lo largo de los años, los santos han variado su recomendación en cuanto a la cantidad de tiempo que se debe dedicar a la acción de gracias. La comunión diaria sólo se convirtió en práctica tras un decreto del Papa Pío X en 1905. Varios santos se refirieron a una hora de acción de gracias.  San Alfonso aconseja específicamente que todos le dediquen al menos media hora, si es posible. No hay oración más agradable a Dios, ni más provechosa para el alma, decía otro Doctor de la Iglesia, San Alfonso de Ligorio, que la que se hace durante la acción de gracias después de la Comunión.
 San Josemaría Escrivá decía: Seguro que no tenéis nada tan importante encima que no podáis dar a Nuestro Señor 10 minutos para dar las gracias. El amor se paga con amor.

## Oraciones durante la acción de gracias
Según Daniel A. Lord, SJ, la acción de gracias después de la Sagrada Comunión supone siempre una "toma de conciencia de quién está presente en nuestro corazón: Jesucristo, Dios-hombre, amante de las almas, divinamente poderoso, humanamente tierno, con la gracia en sus manos y el más vivo interés en su corazón por quien acaba de recibirlo"  Las oraciones tradicionales después de la comunión incluyen el Adoro te devote de santo Tomás de Aquino, el Anima Christi, la Oración ante un crucifijo, y la Oración de San Francisco.

### En la Iglesia católica
Según el P. Carlos Belmonte, autor de Entender la Misa,
El contenido de nuestra acción de gracias no será más que una continuación de los sentimientos y afectos que hemos sentido -o tratado de fomentar en nosotros mismos- durante la Misa, pero quizá en un ambiente de mayor intimidad esta vez. A veces, brotarán de nuestra alma actos de fe, esperanza y caridad dirigidos a las tres Personas divinas. Otras veces, mantendremos un diálogo íntimo con Jesús, nuestro divino Amigo que nos purificará y transformará. O tal vez, nos quedemos quietos, en adoración silenciosa, de la misma manera que una madre vela por su hijo que se ha quedado dormido. No debemos buscar oraciones o fórmulas, si no encontramos ninguna necesidad de ellas. Pero si nos damos cuenta de que pueden ayudarnos, debemos vencer nuestra pereza (por ejemplo, para abrir nuestro misal y leer allí las oraciones de acción de gracias), o esa sutil clase de vanidad que nos hace sentirnos humillados por tener que leer oraciones compuestas por otra persona."
Uno de los textos recomendados para la acción de gracias en My Daily Psalm Book (1947), arreglado por Joseph Frey, CSSP, es el Cántico de los Tres Jóvenes, o Trium Puerorum. Este es un cántico tradicional que se incluye en las oraciones de acción de gracias del Misal Romano de 1962. También se aconsejan otras oraciones como la Oración a san Miguel, Oración de Sto. Tomás de Aquino, Oración de San Buenaventura, Oración universal  atribuida al papa Clemente XI, A Jesús crucificado, Alma de Cristo y algunas más.

### En la Iglesia anglicana

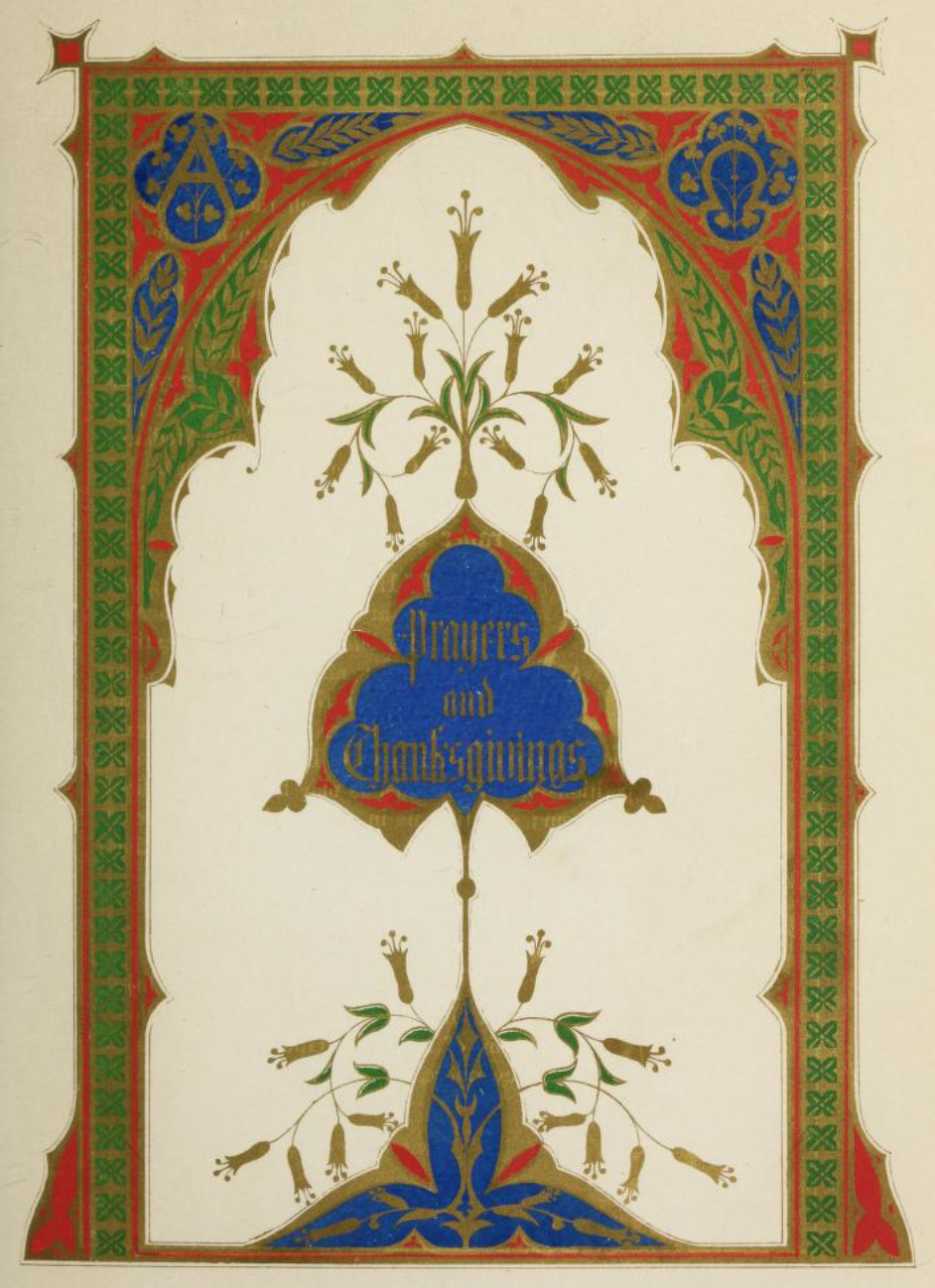
Título iluminado de "Oraciones y acciones de gracias" del Libro ilustrado de oración común de 1845.

En la Comunión Anglicana y en los Ordinariatos personales católicos, se reza la siguiente oración de poscomunión, o una variante de ella:

Dios todopoderoso y omnipotente, te agradecemos de todo corazón que te dignes alimentarnos, a quienes hemos recibido debidamente estos santos misterios, con el alimento espiritual del preciosísimo Cuerpo y Sangre de tu Hijo nuestro Salvador Jesucristo; y nos asegures con ello tu favor y bondad para con nosotros; y que somos muy miembros incorporados al cuerpo místico de tu Hijo, que es la bendita compañía de todos los fieles; y también somos herederos por la esperanza de tu reino eterno, por los méritos de la preciosísima muerte y pasión de tu querido Hijo. Y te suplicamos muy humildemente, oh Padre celestial, que nos ayudes con tu gracia, para que podamos continuar en esa santa comunión, y hacer todas las buenas obras que has preparado para que andemos en ella; por Jesucristo nuestro Señor, a quien, contigo y el Espíritu Santo, sea todo el honor y la gloria, por los siglos de los siglos. Amén.

En muchas iglesias anglicanas, desde la década de 1980, la siguiente ha sido una oración común después de la comunión:

Padre de todos, te damos gracias y te alabamos porque, cuando aún estábamos lejos, saliste a nuestro encuentro en tu Hijo y nos trajiste a casa.   Muriendo y viviendo, nos declaró tu amor, nos dio la gracia y nos abrió la puerta de la gloria.   Que los que compartimos el cuerpo de Cristo vivamos su vida resucitada; que los que bebemos su cáliz demos vida a los demás; que los que el Espíritu ilumina demos luz al mundo.   Mantennos firmes en la esperanza que has puesto ante nosotros, para que nosotros y todos tus hijos seamos libres y toda la tierra viva para alabar tu nombre, por Cristo nuestro Señor. Amén.

### En la Iglesia ortodoxa oriental
En la Iglesia ortodoxa oriental hay varios conjuntos de oraciones recomendadas tanto para la Preparación para la comunión como para la acción de gracias después de la comunión. La forma específica difiere según la jurisdicción nacional.
A lo largo de los siglos, se han compuesto varias oraciones para ello. Symeon Metaphrastes, probablemente del siglo X, que es venerado por la Iglesia ortodoxa oriental como santo, y que es conocido por su hagiografía bizantina, compuso la siguiente Oración de Acción de Gracias después de la Comunión que se encuentra en el Hieratikon, u oraciones para el sacerdote:

Oh Tú que con gusto me diste Tu carne para alimento; que eres fuego para consumir a los indignos: no me quemes, oh mi Creador, sino escudriña mis miembros. Acelera mis riendas y mi corazón. Deja que Tus llamas devoren las espinas de todas mis transgresiones. Purifica mi alma. Santifica mis pensamientos. Tejer firme mis huesos. Ilumina mis sentidos. córtame con tu temor. Sé Tú mi escudo continuo. Cuídame y presérvame de toda palabra y obra que corrompe el alma. Purifícame y lávame y adórname. Ordena mis caminos, dame entendimiento e ilumíname. Hazme el templo de tu Espíritu Santo, y no más la habitación del pecado, que como del fuego todo mal, toda pasión, pueda huir de mí, que por la Sagrada Comunión me he convertido en un lugar para tu morada. Traigo ante Ti a todos los santos para que intercedan: Las filas de las huestes celestiales; tu precursor; los sabios Apóstoles; y con Tu pura y santa Madre. Recibe sus oraciones, oh Cristo misericordioso, y haz de tu siervo un hijo de la luz. Porque Tú eres nuestra santificación, Tú solo eres el brillo de nuestras almas, Oh misericordioso Señor: Y con razón te damos gloria, nuestro Señor y nuestro Dios, Todos los días de nuestra vida. Amén.

En la Iglesia ortodoxa rusa suele haber un conjunto de cinco oraciones que se recitan tras la conclusión de la Divina Liturgia. Después de la despedida de la Liturgia, los que han recibido la Sagrada Comunión permanecerán detrás y rezarán mientras las oraciones son recitadas por un lector. El sacerdote y el resto del clero celebrante suelen rezar las Oraciones de Acción de Gracias inmediatamente después de recibir la Sagrada Comunión. Sin embargo, el diácono que realizará la abluciones esperará a decirlas después de haber terminado sus tareas en el altar.
Entre las oraciones rezadas hay una de San Basilio el Grande:
O Maestro Cristo Dios, Rey de los siglos y Creador de todas las cosas, te doy gracias por todos los bienes que me has concedido y por la comunión de tus purísimos y vivificantes Sagrados Misterios. Te ruego, por lo tanto, oh Bueno y Amante de la humanidad: Guárdame bajo tu protección y a la sombra de tus alas; y concédeme, incluso hasta mi último aliento, participar dignamente y con una conciencia pura, de tus cosas santas, para la remisión de los pecados y la vida eterna. Porque Tú eres el Pan de vida, la Fuente de la Santidad, el Dador de los bienes; y a Ti enviamos la gloria, junto con el Padre y el Espíritu Santo, ahora y siempre, y por los siglos de los siglos. Amén.
Las oraciones suelen terminar con el Nunc dimittis y el Troparion y el Kontakion del santo autor de la liturgia que se ha celebrado (Juan Crisóstomo, Basilio el Grande, Gregorio Magno o, raramente,  Santiago el hermano del Señor). A continuación, el rito termina con una despedida pronunciada por el sacerdote.
Después de las oraciones de acción de gracias, el comulgante debe pasar el resto del día en un espíritu de acción de gracias, dedicándose sólo a actividades que sean de beneficio para el alma. Si se trata de un domingo o de un  Día santo, deberá descansar del trabajo.